# 구양여
구양 여(歐陽餘, ? ~ 기원전 38년)는 전한 후기의 유학자이자 관료로, 자는 장빈(長賓)이며 천승군 사람이다. 학자 구양생의 후손으로, 조부 구양고(歐陽高)는 박사(博士)를 지냈다.

## 행적
집안 대대로 전해진 《상서》를 익혔다. 태자중서자(太子中庶子)가 되어 태자를 가르쳤으며 이후 박사가 되었다.
영광 원년(기원전 43년), 시중중대부(侍中中大夫)에서 소부로 승진하였다.
건소 원년(기원전 38년), 재임 중 죽었다. 구양여는 생전에 아들에게 다음과 같이 타일렀다.
| “ | 내가 죽으면 관원들이 네게 재화를 보낼 것인데, 받지 말도록 하거라. 너는 구경을 지낸 학자의 자손으로, 청렴함만 갖춘다면 모자랄 것이 없다. | ” |

구양여가 죽으니 과연 관원들이 수백만 전을 보내주었으나 아들은 받지 않았고, 원제는 이를 기특하게 여겨 백만 전을 하사하였다.
막내아들 구양정(歐陽政)은 신나라에서 강학대부(講學大夫)를 지냈다.

## 출전
- 《거연한간》(居延漢簡)
- 반고, 《한서》 권19하 백관공경표 下·권88 유림전